# Antonio Ghomsi
Antonio Ghomsi (22 de abril de 1986) é um futebolista profissional camaronês que atua como defensor.

## Carreira
Antonio Ghomsi representou a Seleção Camaronesa de Futebol, nas Olimpíadas de 2008. 